# Связноплодник
Связноплодник, или Симплокарпус (лат. Symplocarpus; от греч. σύμπλοκος, symplokos — связанный и др.-греч. καρπός, karpos — плод), — род травянистых растений семейства Ароидные (Araceae), распространённый на Дальнем Востоке и на востоке Северной Америки.

## Ботаническое описание
Крупные травянистые растения, голые. Корневище прямое, толстое, с толстыми корнями. Листья немногочисленные, от почти сердцевидных до сердцевидно-овальных или сердцевидно-яйцевидных, верхушка остроконечная или округлая; черешок длинный, с влагалищем.
Покрывало у основания свёрнутое, на вершине от узко до широко раскрытого, толстое. Початок от шаровидного до широкоэллиптического, намного короче покрывала и скрыт внутри. Цветки обоеполые. Околоцветник четырёхраздельный; листочки к верхушке постепенно расширенные, изогнутые и черепитчатые. Тычинок 4, свободные; нити уплощены; пыльники короткие, продолговатые. Завязь удлиненная, одногнёздная, отчасти погружена в ось початка; семяпочка 1, почти прямая; столбик длинно оттянутый; рыльце дискообразное. Соплодия от шаровидных до широкоэллиптических, из плотно расположенных ягод, основаниями погруженных в губчатую ось початка. Семена округлые или шаровидные; кожура тонкая, гладкая; зародыш шаровидный, крупный. Хромосомы 2n = 30, 60.

## Виды
Род включает 5 видов:
- Symplocarpus egorovii N.S.Pavlova & V.A.Nechaev — Связноплодник Егорова
- Symplocarpus foetidus (L.) Salisb. ex W.P.C.Barton typus[1] — Связноплодник вонючий
- Symplocarpus nabekuraensis Otsuka & K.Inoue
- Symplocarpus nipponicus Makino
- Symplocarpus renifolius Schott ex Tzvelev — Связноплодник почколистный